# Marathon masculin aux championnats du monde d'athlétisme 2019
Pour un article plus général, voir Championnats du monde d'athlétisme 2019.
Navigation
Londres 2017 Eugene 2022
L'épreuve du marathon masculin des championnats du monde de 2019 se déroule le 5 octobre 2019 à Doha, au Qatar.

## Records et performances

### Records
Les records du marathon hommes (mondial, des championnats et par continent) étaient avant les championnats 2019 les suivants :
| Record                    | Athlète            | Pays        | Temps           | Lieu    | Date              |
| ------------------------- | ------------------ | ----------- | --------------- | ------- | ----------------- |
| Record du monde           | Eliud Kipchoge     | Kenya       | 2 h 01 min 39 s | Berlin  | 16 septembre 2018 |
| Record des championnats   | Abel Kirui         | Kenya       | 2 h 06 min 54 s | Berlin  | 22 août 2009      |
| Record d'Afrique          | Eliud Kipchoge     | Kenya       | 2 h 01 min 39 s | Berlin  | 16 septembre 2018 |
| Record d'Asie             | Suguru Osako       | Japon       | 2 h 05 min 50 s | Chicago | 7 octobre 2018    |
| Record d'Amérique du Nord | Khalid Khannouchi  | États-Unis  | 2 h 05 min 38 s | Londres | 14 avril 2002     |
| Record d'Amérique du Sud  | Ronaldo da Costa   | Brésil      | 2 h 06 min 05 s | Berlin  | 20 septembre 1998 |
| Record d'Europe           | Mohamed Farah      | Royaume-Uni | 2 h 05 min 11 s | Chicago | 7 octobre 2018    |
| Record d'Océanie          | Robert de Castella | Australie   | 2 h 07 min 51 s | Boston  | 21 avril 1986     |

## Critères de qualification
Pour se qualifier pour les championnats, il faut avoir réalisé 2 h 16 min 0 s ou moins entre le 7 mars 2018 et le 6 septembre 2019.

## Parcours
Le parcours emprunte la corniche, qui relie la Baie de Doha et le centre-ville et consiste en une boucle de 7 km que les athlètes effectuent 6 fois.

## Récit de la course
Ce marathon couru de nuit bénéficie de conditions beaucoup plus clémentes que la course féminine une semaine plus tôt. Il fait environ 31 degrés avec 45% d'humidité sur la longue avenue de la Corniche, le front de mer de Doha. 
Le Paraguayen Derlys Ayala anime le début de course en partant seul dès le 2e kilomètre avant d'être repris peu après la mi-course. Puis une accélération de l'Érythréen Zersenay Tadese déchire le peloton. Tadese trop court, quatre hommes s'isolent à l'avant: les Éthiopiens Desisa et Geremew, le Kényan Kipruto et le Sud-Africain Mokoka. Auteur d'une accélération progressive dans le dernier kilomètre pour éliminer un à un ses adversaires, Desisa, vice-champion du monde en 2013 à Moscou, réussit à briser la malédiction de son pays aux Mondiaux de marathon. Le Britannique Callum Hawkins termine quatrième et premier Européen. 

## Médaillés
| Or                  | Argent                | Bronze             |
| Lelisa Desisa (ETH) | Mosinet Geremew (ETH) | Amos Kipruto (KEN) |

## Résultats
| Rang                   | Athlète                     | Nationalité                | Temps   | Notes |
| ---------------------- | --------------------------- | -------------------------- | ------- | ----- |
| Médaille d'or          | Lelisa Desisa               | Éthiopie                   | 2:10:40 | SB    |
| Médaille d'argent      | Mosinet Geremew             | Éthiopie                   | 2:10:44 |       |
| Médaille de bronze     | Amos Kipruto                | Kenya                      | 2:10:51 |       |
| 4                      | Callum Hawkins              | Royaume-Uni                | 2:10:57 |       |
| 5                      | Stephen Mokoka              | Afrique du Sud             | 2:11:09 |       |
| 6                      | Zersenay Tadese             | Érythrée                   | 2:11:29 | SB    |
| 7                      | El-Hassan El-Abbassi        | Bahreïn                    | 2:11:44 | SB    |
| 8                      | Hamza Sahli                 | Maroc                      | 2:11:49 |       |
| 9                      | Tadesse Abraham             | Suisse                     | 2:11:58 |       |
| 10                     | Daniel Mateo                | Espagne                    | 2:12:15 |       |
| 11                     | Laban Korir                 | Kenya                      | 2:12:38 |       |
| 12                     | Yassine Rachik              | Italie                     | 2:12:41 |       |
| 13                     | Fred Musobo                 | Ouganda                    | 2:13:42 |       |
| 14                     | Geoffrey Kirui              | Kenya                      | 2:13:54 | SB    |
| 15                     | Eyob Ghebrehiwet Faniel     | Italie                     | 2:13:57 | SB    |
| 16                     | Alphonce Simbu              | Tanzanie                   | 2:13:57 |       |
| 17                     | Tomas Hilifa Rainhold       | Namibie                    | 2:14:38 |       |
| 18                     | Stephen Kiprotich           | Ouganda                    | 2:15:04 |       |
| 19                     | Paulo Roberto Paula         | Brésil                     | 2:15:09 |       |
| 20                     | Yang Shaohui                | Chine                      | 2:15:17 |       |
| 21                     | Thonakal Gopi               | Inde                       | 2:15:57 |       |
| 22                     | Félicien Muhitira           | Rwanda                     | 2:16:21 |       |
| 23                     | Ahmed Osman                 | États-Unis                 | 2:16:22 | SB    |
| 24                     | Weldu Negash Gebretsadik    | Norvège                    | 2:16:35 |       |
| 25                     | Hiroki Yamagishi            | Japon                      | 2:16:43 | SB    |
| 26                     | Tiidrek Nurme               | Estonie                    | 2:17:38 |       |
| 27                     | Malcolm Hicks               | Nouvelle-Zélande           | 2:17:45 |       |
| 28                     | Adhanom Abraha              | Suède                      | 2:17:57 |       |
| 29                     | Yuki Kawauchi               | Japon                      | 2:17:59 |       |
| 30                     | Caden Shields               | Nouvelle-Zélande           | 2:18:08 |       |
| 31                     | Thijs Nijhuis               | Danemark                   | 2:18:10 |       |
| 32                     | Desmond Mokgobu             | Afrique du Sud             | 2:18:21 |       |
| 33                     | Roman Fosti                 | Estonie                    | 2:18:30 | SB    |
| 34                     | Ngonidzashe Ncube           | Zimbabwe                   | 2:18:42 |       |
| 35                     | Fyodor Shutov               | Athlètes Neutres Autorisés | 2:18:58 |       |
| 36                     | John Mason                  | Canada                     | 2:19:21 |       |
| 37                     | Kohei Futaoka               | Japon                      | 2:19:23 |       |
| 38                     | Elkanah Kibet               | États-Unis                 | 2:19:33 | SB    |
| 39                     | Julian Spence               | Australie                  | 2:19:40 |       |
| 40                     | Tseveenravdangiin Byambajav | Mongolie                   | 2:20:07 |       |
| 41                     | Lemawork Ketema             | Autriche                   | 2:20:45 |       |
| 42                     | Thomas De Bock              | Belgique                   | 2:21:13 |       |
| 43                     | Stephen Scullion            | Irlande                    | 2:21:31 |       |
| 44                     | Wellington Bezerra da Silva | Brésil                     | 2:21:49 |       |
| 45                     | Berhanu Girma               | Canada                     | 2:22:28 |       |
| 46                     | Andrew Epperson             | États-Unis                 | 2:23:11 |       |
| 47                     | Munyaradzi Jari             | Zimbabwe                   | 2:23:34 |       |
| 48                     | Dmitrijs Serjogins          | Lettonie                   | 2:24:00 | PB    |
| 49                     | Andrey Petrov               | Ouzbékistan                | 2:24:54 |       |
| 50                     | Ihor Porozov                | Ukraine                    | 2:26:11 |       |
| 51                     | Vagner da Silva Noronha     | Brésil                     | 2:26:11 |       |
| 52                     | Isaac Mpofu                 | Zimbabwe                   | 2:29:24 |       |
| 53                     | Uladzislau Pramau           | Biélorussie                | 2:31:04 |       |
| 54                     | Bat-Ochiryn Ser-Od          | Mongolie                   | 2:36:01 |       |
| 55                     | Nicolás Cuestas             | Uruguay                    | 2:40:05 |       |
|                        | Evans Chebet                | Azerbaïdjan                | DNF     | DNF   |
| Olivier Irabaruta      | Burundi                     |                            | DNF     | DNF   |
| Benson Seurei          | Bahreïn                     |                            | DNF     | DNF   |
| Duo Bujie              | Chine                       |                            | DNF     | DNF   |
| Merhawi Kesete         | Érythrée                    |                            | DNF     | DNF   |
| Okubay Tsegay          | Érythrée                    |                            | DNF     | DNF   |
| Mule Wasihun           | Éthiopie                    |                            | DNF     | DNF   |
| Daniele Meucci         | Italie                      |                            | DNF     | DNF   |
| Paul Lonyangata        | Kenya                       |                            | DNF     | DNF   |
| Mohamed Reda El Aaraby | Maroc                       |                            | DNF     | DNF   |
| Derlys Ayala           | Paraguay                    |                            | DNF     | DNF   |
| Thabiso Benedict Moeng | Afrique du Sud              |                            | DNF     | DNF   |
| Stephano Huche Gwandu  | Tanzanie                    |                            | DNF     | DNF   |
| Augustino Paulo Sulle  | Tanzanie                    |                            | DNF     | DNF   |
| Tony Ah-Thit Payne     | Thaïlande                   |                            | DNF     | DNF   |
| Polat Kemboi Arıkan    | Turquie                     |                            | DNF     | DNF   |
| Mert Girmalegesse      | Turquie                     |                            | DNF     | DNF   |
| Solomon Mutai          | Ouganda                     |                            | DNF     | DNF   |

### Temps intermédiaires
Les temps intermédiaires sont pris tous les 5 kilomètres.
| Distance | Athlète         | Pays           | Temps           |
| -------- | --------------- | -------------- | --------------- |
| 5 km     | Derlys Ayala    | Paraguay       | 15 min 06 s     |
| 10 km    | Derlys Ayala    | Paraguay       | 30 min 40 s     |
| 15 km    | Derlys Ayala    | Paraguay       | 46 min 34 s     |
| 20 km    | Derlys Ayala    | Paraguay       | 1 h 02 min 38 s |
| 25 km    | Geoffrey Kirui  | Kenya          | 1 h 17 min 38 s |
| 30 km    | Zersenay Tadese | Érythrée       | 1 h 33 min 13 s |
| 35 km    | Stephen Mokoka  | Afrique du Sud | 1 h 48 min 48 s |
| 40 km    | Callum Hawkins  | Royaume-Uni    | 2 h 04 min 24 s |

## Légende
Records et Performances
- AR : Record continental (area record)
- CR : Record des championnats (championship record)
- MR : Record du meeting (meet record)
- NR : Record national (national record)
- OR : Record olympique (olympic record)
- PR : Record paralympique (paralympic record)
- PB : Record personnel (personal best)
- SB : Meilleure performance personnelle de la saison (season's best)
- WL : Meilleure performance mondiale de l'année (world leader)
- WJR : Record du monde junior (world junior record)
- WR : Record du monde (world record)

Circonstances et Conditions
- DNF : N'a pas terminé (did not finish)
- DNS : N'a pas pris le départ (did not start)
- DQ : Disqualification (disqualification)
- NM : Aucun essai valable enregistré (No Mark)
- Q : Qualifié « directement » au prochain tour (ou à la prochaine compétition), lors d'une compétition majeure, grâce au classement ou à la réalisation des minima (automatic qualifier)
- q : Qualifié au prochain tour (ou à la prochaine compétition), lors d'une compétition majeure, grâce au repêchage ou à la réalisation de l'une des meilleures performances parmi celles des « non qualifiés directement » (grâce au meilleur temps ou à la meilleure distance par exemple) (secondary qualifier)